# Primeira Divisão de 1942–43
A Primeira Divisão de 1942–43 foi a 9ª edição da liga de futebol de maior escalão de Portugal. Realizou-se entre 10 de janeiro e 16 de maio de 1943. O Benfica foi o campeão, sendo o 5º título do clube nesta competição, o bicampeonato e a dobradinha.

## Formato
Esta edição da Primeira Divisão foi disputada num sistema de todos contra todos a duas voltas, participando nela 10 equipas.
Qualificaram-se para esta edição os melhores classificados dos 6 Campeonatos Regionais mais competitivos: 4 equipas da AF Lisboa, 2 da AF Porto, 1 da AF Algarve, 1 da AF Braga, 1 da AF Coimbra e 1 da AF Setúbal. A edição seguinte da competição seguiu o mesmo método para a qualificação, não havendo por isso despromoções.
Os jogos foram disputados apenas na segunda metade da época, após os Campeonatos Regionais terminarem.

## Participantes

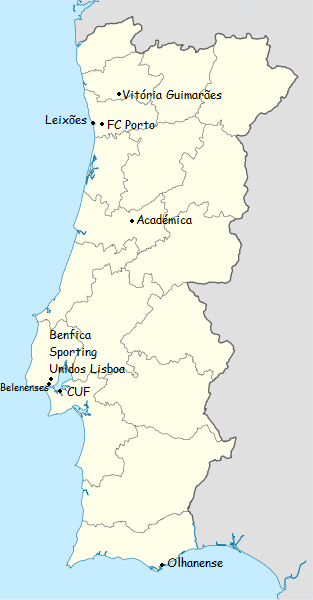
Os 10 clubes participantes

| Equipa               | Cidade     | Associação | 41/42 | Prtc |
| -------------------- | ---------- | ---------- | ----- | ---- |
| Académica de Coimbra | Coimbra    | AF Coimbra | 5º    | 9    |
| Belenenses           | Lisboa     | AF Lisboa  | 3º    | 9    |
| Benfica              | Lisboa     | AF Lisboa  | 1º    | 9    |
| CUF                  | Barreiro   | AF Setúbal | —     | 1    |
| Leixões              | Matosinhos | AF Porto   | —     | 3    |
| Olhanense            | Olhão      | AF Algarve | 9º    | 2    |
| Porto                | Porto      | AF Porto   | 4º    | 9    |
| Sporting             | Lisboa     | AF Lisboa  | 2º    | 9    |
| Unidos de Lisboa     | Lisboa     | AF Lisboa  | 7º    | 3    |
| Vitória de Guimarães | Guimarães  | AF Braga   | 11º   | 2    |

## Tabela classificativa
| Pos | Equipa               | Pts | J  | V  | E | D  | GM | GS | DG  |
| --- | -------------------- | --- | -- | -- | - | -- | -- | -- | --- |
| 1   | Benfica (C, X)       | 30  | 18 | 15 | 0 | 3  | 74 | 38 | +36 |
| 2   | Sporting             | 29  | 18 | 14 | 1 | 3  | 66 | 37 | +29 |
| 3   | Belenenses           | 28  | 18 | 14 | 0 | 4  | 78 | 20 | +58 |
| 4   | Unidos de Lisboa     | 20  | 18 | 9  | 2 | 7  | 70 | 46 | +24 |
| 5   | Olhanense            | 18  | 18 | 8  | 2 | 8  | 44 | 48 | −4  |
| 6   | Académica de Coimbra | 14  | 18 | 6  | 2 | 10 | 54 | 60 | −6  |
| 7   | Vitória de Guimarães | 14  | 18 | 5  | 4 | 9  | 40 | 56 | −16 |
| 8   | CUF                  | 14  | 18 | 6  | 2 | 10 | 48 | 76 | −28 |
| 9   | Porto                | 11  | 18 | 5  | 1 | 12 | 46 | 77 | −31 |
| 10  | Leixões              | 2   | 18 | 0  | 2 | 16 | 19 | 81 | −62 |

## Resultados
| Mandante \ Visitante | BEN | SPO | BEL | UNL | OLH | ACC | POR  | VTG  | CUF | LEI |
| -------------------- | --- | --- | --- | --- | --- | --- | ---- | ---- | --- | --- |
| Benfica              | —   | 2–1 | 4–2 | 5–2 | 3–1 | 6–2 | 12–2 | 8–3  | 7–1 | 3–0 |
| Sporting             | 3–2 | —   | 2–1 | 4–3 | 5–1 | 2–4 | 5–2  | 4–1  | 5–1 | 4–3 |
| Belenenses           | 5–2 | 5–0 | —   | 2–0 | 8–0 | 2–0 | 4–0  | 12–0 | 5–2 | 5–0 |
| Unidos de Lisboa     | 2–3 | 2–4 | 0–5 | —   | 2–0 | 7–4 | 0–0  | 14–0 | 9–3 | 8–2 |
| Olhanense            | 0–1 | 1–3 | 0–4 | 4–3 | —   | 5–2 | 3–0  | 4–3  | 5–1 | 4–1 |
| Académica de Coimbra | 3–4 | 2–7 | 2–4 | 2–3 | 2–6 | —   | 5–2  | 4–0  | 7–2 | 8–2 |
| Porto                | 2–4 | 2–2 | 3–1 | 2–6 | 3–2 | 1–1 | —    | 6–2  | 3–4 | 5–1 |
| Vitória de Guimarães | 5–1 | 2–4 | 3–1 | 4–4 | 3–3 | 1–2 | 3–2  | —    | 2–3 | 7–1 |
| CUF                  | 2–3 | 3–7 | 0–8 | 2–4 | 4–5 | 4–2 | 1–1  | 1–3  | —   | 6–0 |
| Leixões              | 2–4 | 0–4 | 2–4 | 0–1 | 0–0 | 2–2 | 0–4  | 2–6  | 1–6 | —   |

## Melhores Marcadores
| Pos | Jogador | Clube   | G  |
| --- | ------- | ------- | -- |
| 1   | Julinho | Benfica | 24 |

## Campeão
| Campeonato Nacional da Primeira Divisão de 1942–43 |
| -------------------------------------------------- |
| Benfica 5º Título                                  |